# Nibelungenmühle

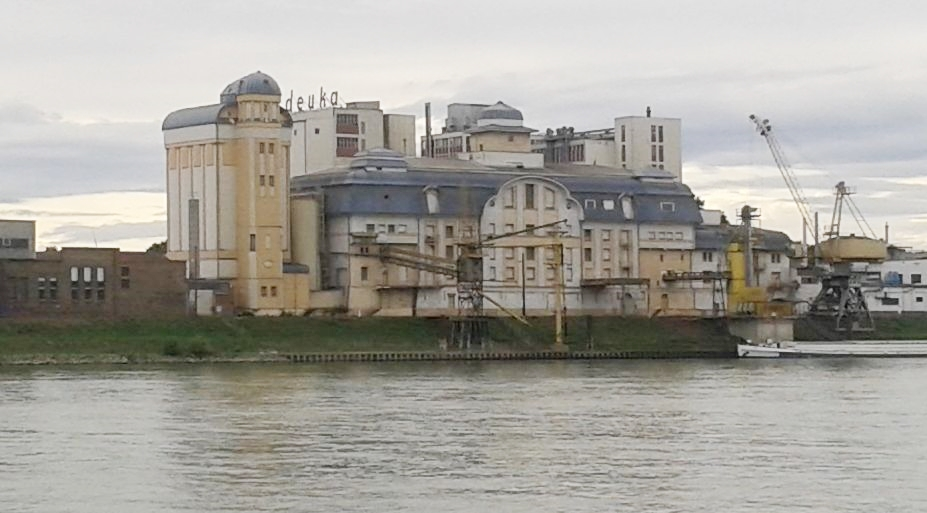
Die Nibelungenmühle

Die Nibelungenmühle (ehemals Baruch und Schönfeld) ist eine in den 1920er-Jahren wiederaufgebaute Mühle in Worms. Es handelt sich um einen unter Denkmalschutz stehenden, etwa 35 Meter hohen historischen Gebäudekomplex, der sich in direkter Nähe zur Rheinbrücke befindet und vor allem vom Rhein aus weithin sichtbar ist.

## Beschreibung
Die Nibelungenmühle ist ein zweiteiliger Gebäudekomplex, dessen Hauptteil teilweise aus Beton errichtet wurde, Motive des Jugendstils besitzt und dessen repräsentative Front zum Rhein zeigt. Neben dem langgestreckten Hauptgebäude befindet sich ein verputztes Lagersilo mit korbbogigem Dach. Die historischen Gebäude der Anlage sind Kulturdenkmäler aufgrund des Rheinland-Pfälzischen Denkmalschutzgesetzes.

## Geschichte
Der Vorgängerbau der Nibelungenmühle, die Gatzert’sche Mühle, befand sich in der Innenstadt von Worms, an der Westseite des Bahnhofs (Liebenauerfeld). Das Mühlengebäude wurde 1893 an den heutigen Standort umgesetzt und trägt seitdem den Namen Nibelungenmühle. Der ursprüngliche Besitzer, Sigmund Baruch, war der vierte Sohn des Mühlenbesitzers und Kommerzienrats Moritz Baruch und dessen Frau Emilie, geborene Gatzert. Emilies jüngere Schwester, Barbara Gatzert, heiratete Hermann Schönfeld. In der Folge übernahmen beide Schwiegersöhne unter dem Namen Baruch und Schönfeld – Dampf und Kunstmüllerei den Betrieb der Mühle. Nachdem Sigmunds Vater Moritz und dessen Schwiegersohn Herrmann sich zur Ruhe gesetzt hatten, betrieben die Nachfolger Albert, Rudolf und Otto Baruch die Mühle. Rudolf starb 1932; die beiden verbliebenen Brüder führten den Betrieb fortan alleine weiter.
Aufgrund eines Brandes im Jahr 1912 musste das komplette Werk in den 1920er-Jahren neu aufgebaut werden.
Die Mühle musste um 1936 wegen des jüdischen Familienhintergrundes verkauft werden, nachdem die Nationalsozialisten Menschen, die sie aufgrund der Nürnberger Gesetze als „jüdisch“ einstuften, massiv bedrohten. Der neue, nichtjüdische Eigentümer betrieb die Mühle weiterhin unter ihrem dem bekannten Namen „Nibelungenmühle“. Albert zog gemeinsam mit seiner Frau Adele nach Frankfurt am Main. Sie emigrierten von dort weiter in die USA. Nach Alberts Tod kehrte seine Witwe am 15. Januar 1954 nach Worms zurück und lebte fortan in der Donnersbergstraße 28.
Nachdem der Mühlenbetrieb im Jahre 1950 kurzzeitig in den Besitz der Familie Baruch zurückkehrte, existiert sie heute weiterhin unter der neuen Betreibergesellschaft, der Deuka.

## Aktuelle Entwicklung
Die Betreibergesellschaft Deuka veröffentlichte am 18. März 2017 in der Wormser Zeitung, dass der Mühlenbetrieb am 15. November desselben Jahres eingestellt werden wird. Als Grund genannt wurden durch die Hochwasserproblematik entstandene Gebäudeschäden und Probleme, die Anforderungen der Trennung von gentechnisch verändertem Rohstoff am Standort in Worms umsetzen zu können. Nach der Schließung in Worms sollen andere Deuka-Standorte, beispielsweise in Mannheim, Heilbronn und Plochingen, die bisher in Worms verarbeiteten Produktionsmengen übernehmen.